# Zahan Kapoor
Zahan Prithviraj Kapoor (Bombay, 11 maart 1992) is een Indiaas acteur die voornamelijk in Hindi films en toneelstukken speelt.

## Biografie
Kapoor's carrière begon in het Prithvi Theater, dat op is gericht door zijn grootvader Shashi Kapoor. Hij speelde in 2019 in het toneelstuk Pitaji Please. Zahan is, samen met zijn zus Shaira, sinds 2012 een integraal onderdeel van het jaarlijkse Prithvi Festival. Gedurende die periode nam hij ook deel aan een podcast met de titel IVM Podcasts, waar hij de schijnwerpers deelde met zijn vader Kunal Kapoor. Dit vond plaats voordat hij debuteerde in de filmindustrie met Faraaz (2022), de film toont de tragedie van de aanslag in Dhaka in juli 2016. Na zijn filmdebuut keerde Zahan in juni 2023 terug naar het theater met het toneelstuk Siachen. In 2025 maakte hij zijn debuut op het web met de serie Black Warrant.

## Filmografie

### Films
| Jaar | Film   | Rol            |
| ---- | ------ | -------------- |
| 2022 | Faraaz | Faraaz Hossain |

### Webseries
| Jaar | Serie         | Rol         | Platform |
| ---- | ------------- | ----------- | -------- |
| 2025 | Black Warrant | Sunil Gupta | Netflix  |

### Theater
| Jaar | Toneelstuk    |
| ---- | ------------- |
| 2019 | Pitaji Please |
| 2023 | Siachen       |